# Собор Святого Антония Падуанского (Бреда)
Собор Святого Антония Падуанского (нидерл. Sint-Antoniuskathedraal) — католическая церковь в городе Бреда (Нидерланды). Кафедральный храм епархии Бреды.

## История
Церковь Святого Антония Падуанского была построена в 1837 году в неоклассическом стиле.  В 1853 году, после образования епархии Бреды, церковь Святого Антония Падуанского стала кафедральным собором епархии. В 1875 году кафедра епархии Бреды была перенесена в церковь Святой Варвары. С 7 января 2001 года церковь Святого Антония Падуанского вновь стала кафедральным собором епархии Бреды.

## Галерея

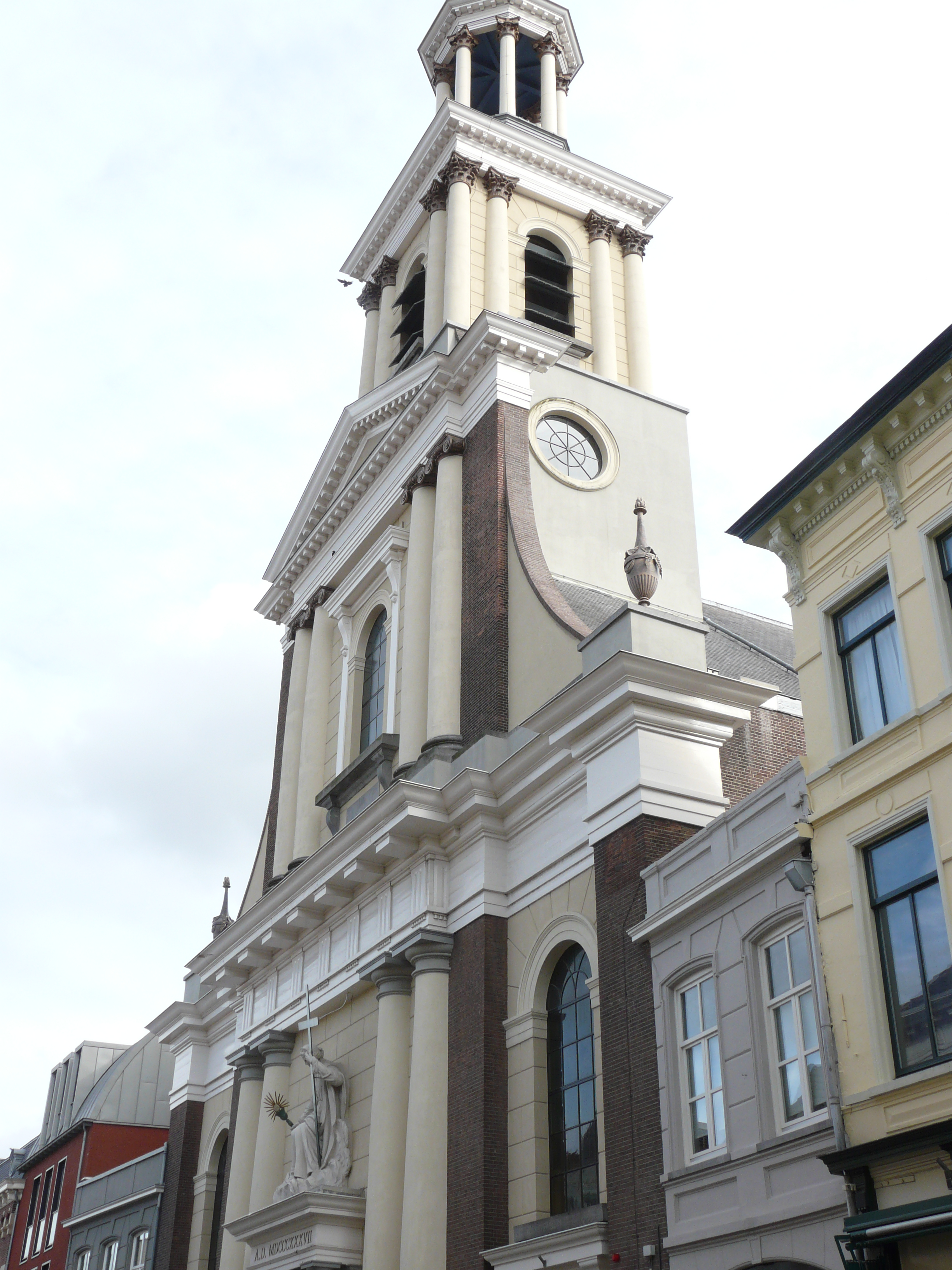
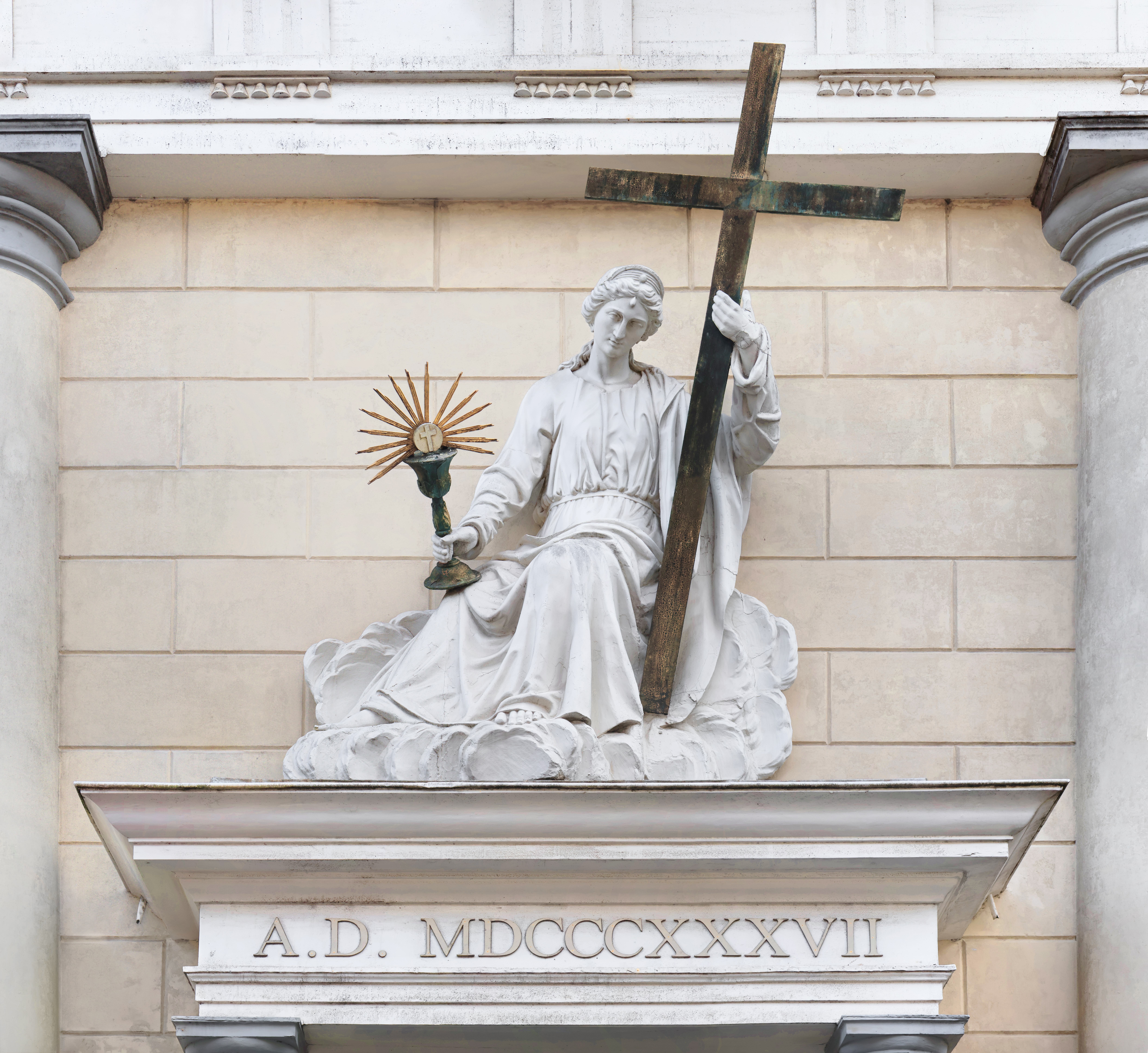
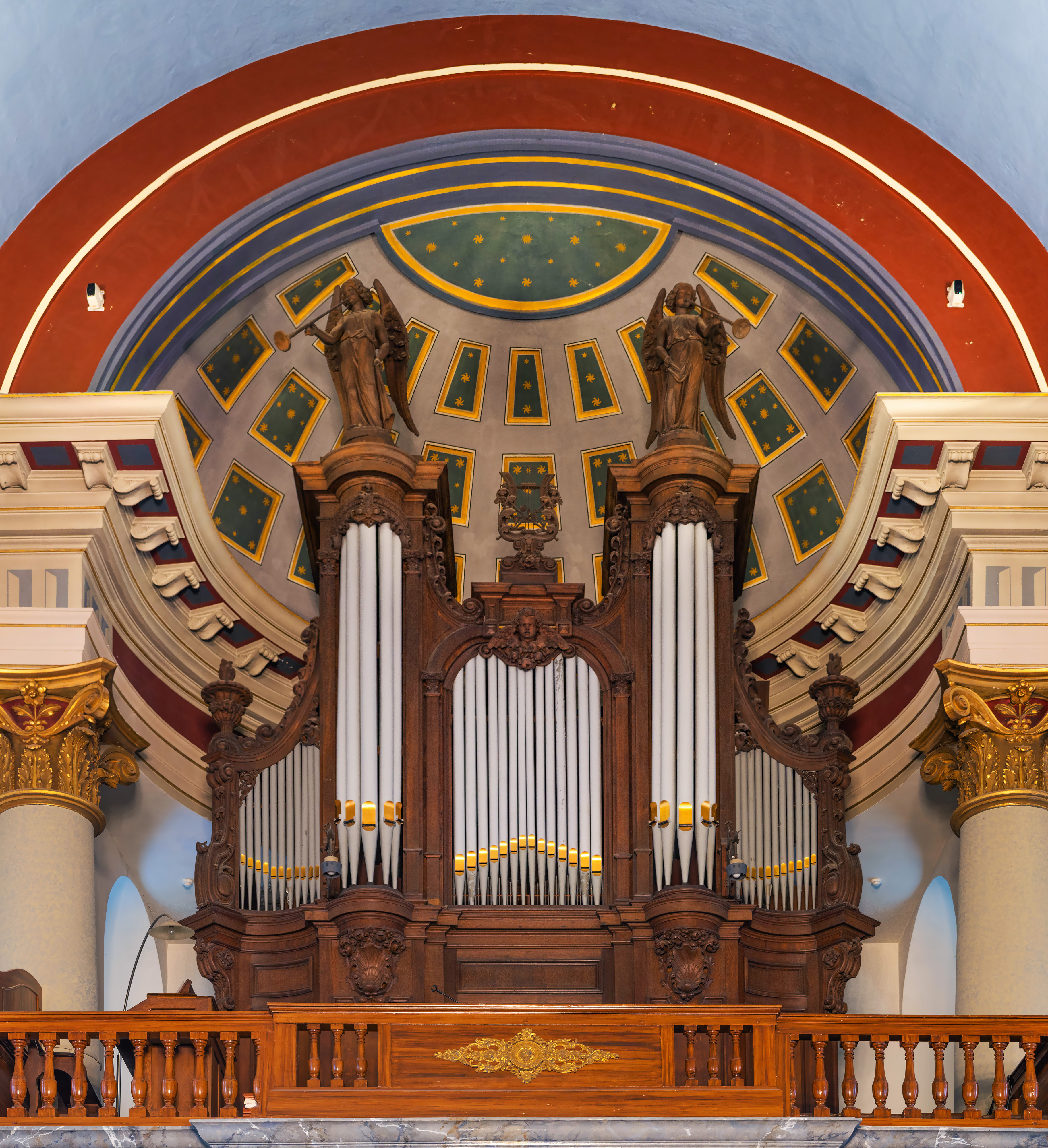
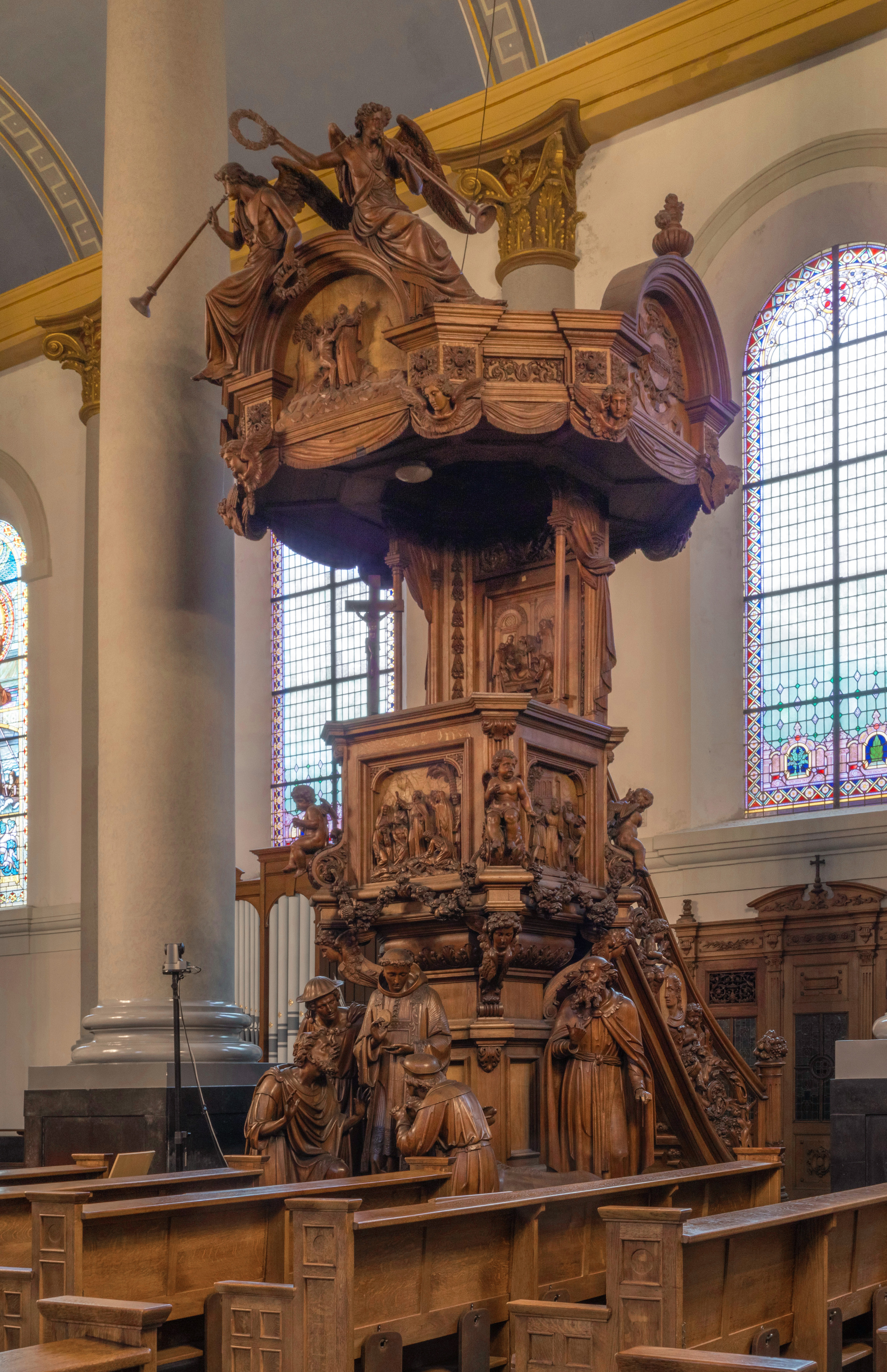
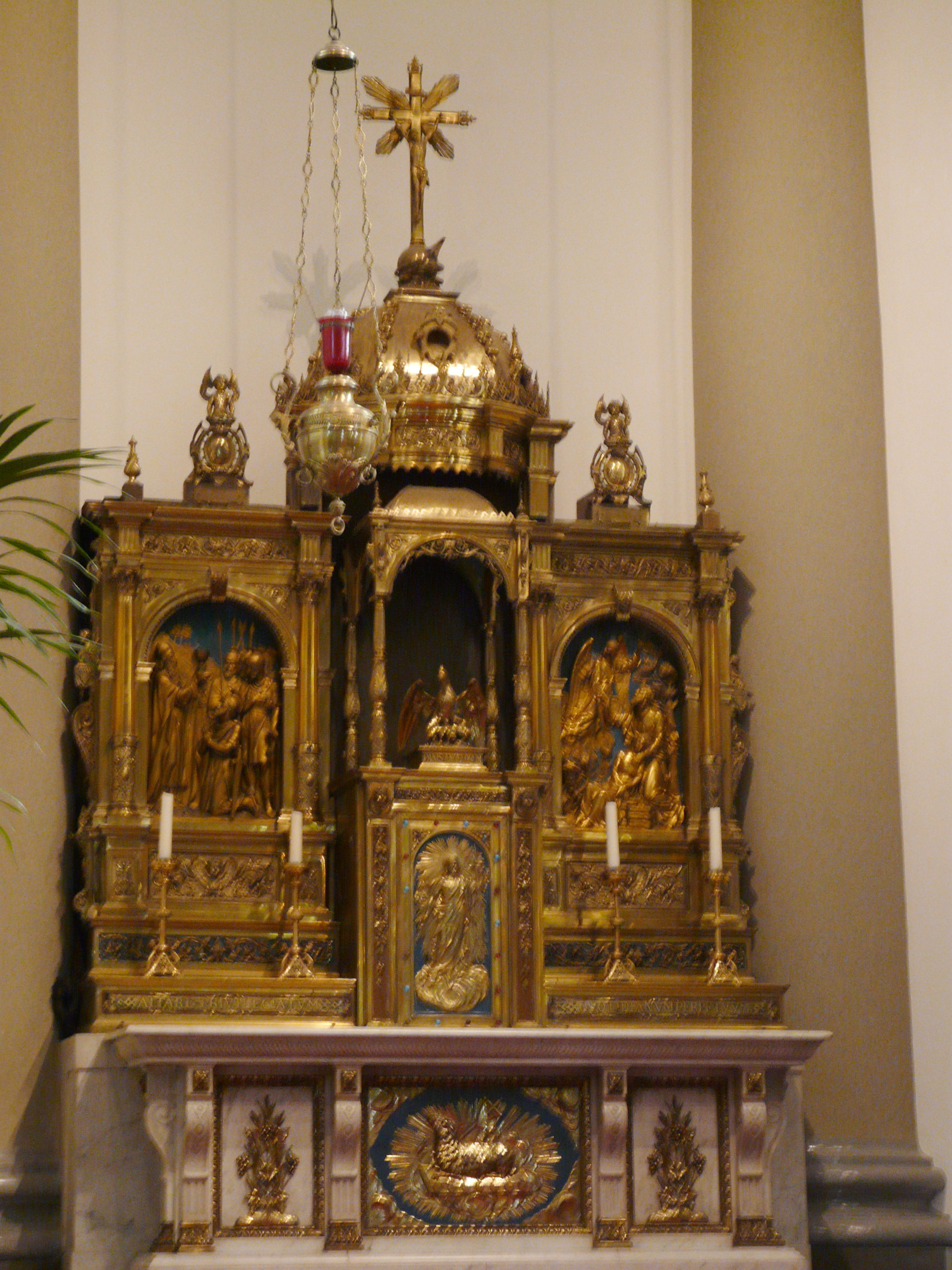
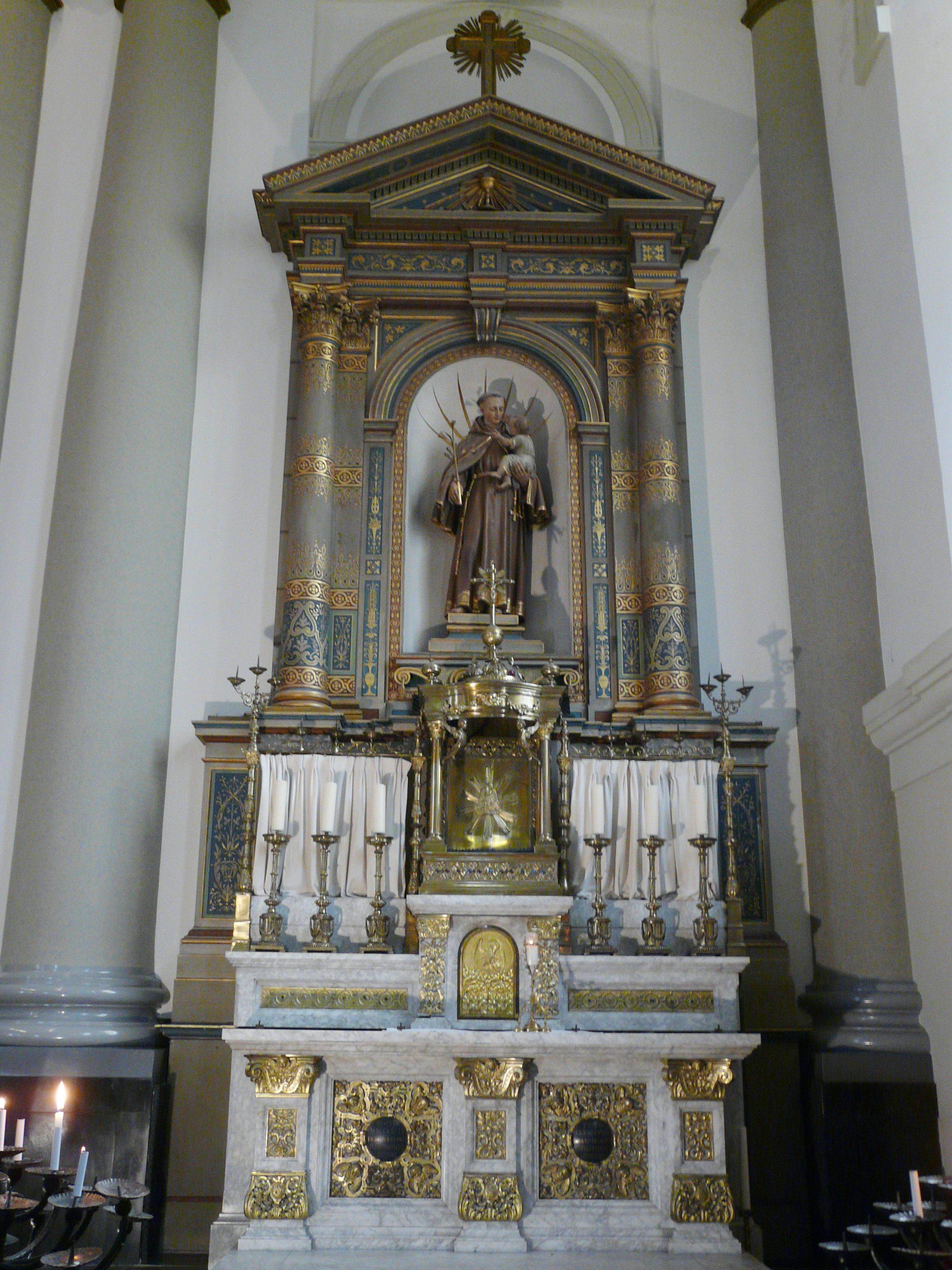
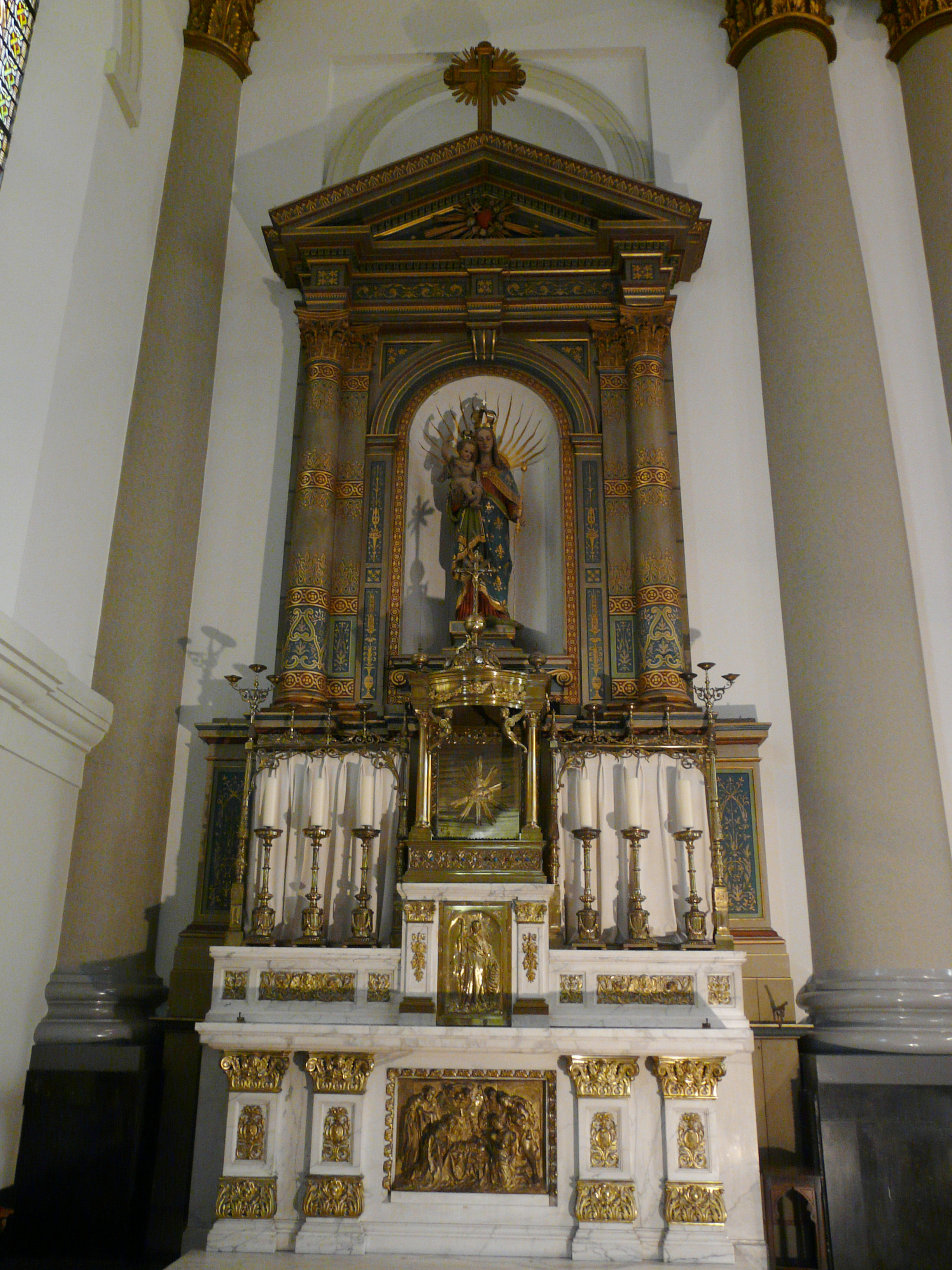
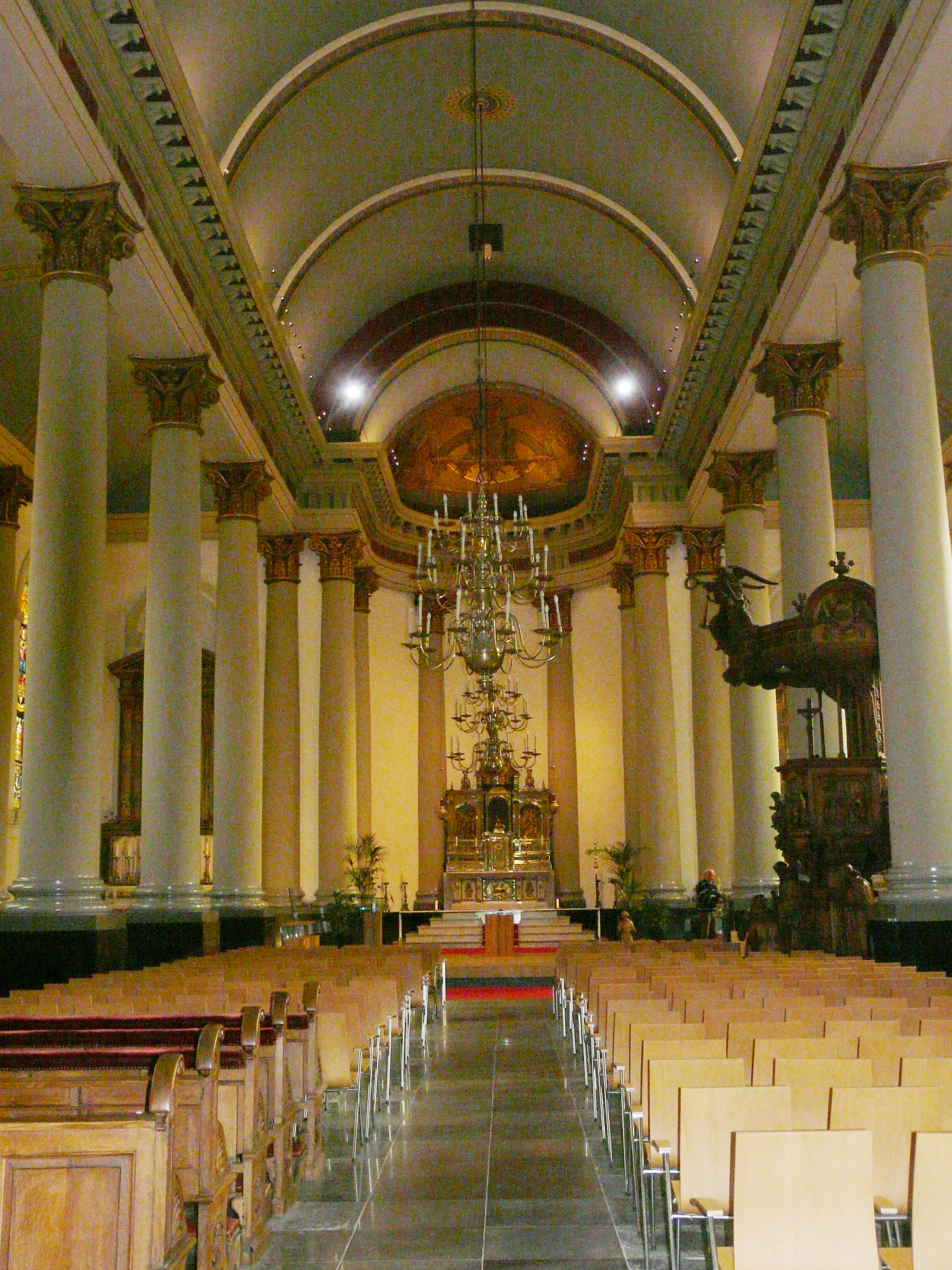